# Regnat populus
Regnat populus è una locuzione latina che, tradotta letteralmente, significa «il popolo è sovrano». 
La locuzione è usata come motto dello stato dell'Arkansas, adottato nel 1907.

Lo stemma dello stato dell'Arkansas.